# Колорно
Колорно је насеље у Италији у округу Парма, региону Емилија-Ромања.
Према процени из 2011. у насељу је живело 7106 становника. Насеље се налази на надморској висини од 30 м.

## Становништво
| 1951. | 1961. | 1971. | 1981. | 1991. | 2001. | 2011. |
| ----- | ----- | ----- | ----- | ----- | ----- | ----- |
| 7.398 | 8.017 | 7.085 | 7.145 | 7.492 | 7.971 | 8.920 |